# 羅基塔 (舊維日夫卡區)
51°34′18″N 24°23′26″E / 51.57167°N 24.39056°E
羅基塔（烏克蘭語：Рокита），是烏克蘭的村落，位於該國西部沃倫州，由科韋利區負責管轄，始建於1565年，面積3.2平方公里，海拔高度158米，2001年人口806，人口密度每平方公里251.88人。